# Project 11
Project 11 è il primo EP della cantante britannica Jorja Smith, pubblicato il 17 novembre 2016.

## Tracce
1. Something in the Way – 4:35
2. So Lonely – 3:19
3. Carry Me Home (Interlude) (feat. Thea Gajic) – 1:05
4. Carry Me Home (feat. Maverick Sabre) – 4:42
5. Imperfect Circle – 4:34